# Berea (Carolina del Sud)
Berea és una concentració de població designada pel cens dels Estats Units a l'estat de Carolina del Sud. Segons el cens del 2000 tenia 14.158 habitants.

## Demografia
Segons el cens del 2000, Berea tenia 14.158 habitants, 5.630 habitatges i 3.822 famílies. La densitat de població era de 718,3 habitants/km².
Dels 5.630 habitatges en un 30,3% hi vivien nens de menys de 18 anys, en un 48,5% hi vivien parelles casades, en un 14,8% dones solteres, i en un 32,1% no eren unitats familiars. En el 26,7% dels habitatges hi vivien persones soles el 9,6% de les quals corresponia a persones de 65 anys o més que vivien soles. El nombre mitjà de persones vivint en cada habitatge era de 2,47 i el nombre mitjà de persones que vivien en cada família era de 2,94.
Per edats la població es repartia de la següent manera: un 23,1% tenia menys de 18 anys, un 10,2% entre 18 i 24, un 29,8% entre 25 i 44, un 22,1% de 45 a 60 i un 14,8% 65 anys o més.
L'edat mediana era de 36 anys. Per cada 100 dones de 18 o més anys hi havia 87,7 homes.
La renda mediana per habitatge era de 32.670 $ i la renda mediana per família de 38.723 $. Els homes tenien una renda mediana de 29.137 $ mentre que les dones 21.849 $. La renda per capita de la població era de 16.512 $. Entorn del 12,8% de les famílies i el 16,6% de la població estaven per davall del llindar de pobresa.

## Poblacions més properes
El següent diagrama mostra les poblacions més properes.